# Панчамрита
Панча́мрита (санскр. पञ्चामृत, IAST: pañcāmṛta) — набор пяти элементов, используемых в индуистской ритуальной практике, в частности в обряде абхишеки. Это мёд, молоко, йогурт, сахар и гхи. В ходе обряда абхишеки, проводимого во время крупных индуистских праздников, пять элементов панчамриты используются для омывания мурти Бога, девов или святых. Жидкость, полученная после этого, называется чаринамритой. Чаринамрита считается священной и распространяется среди верующих, которые пьют её и опрыскивают ей свои головы.
IAST: Pañcāmṛta — это санскритское сложное слово, состоящее из двух частей: IAST: pañca — «пять» и IAST: amṛta — «нектар бессмертия, амброзия, напиток богов».